# Merle des îles
Turdus poliocephalus
Espèce
Statut de conservation UICN

 LC  : Préoccupation mineure
Le Merle des îles (Turdus poliocephalus) est une espèce de passereaux appartenant à la famille des Turdidae.

## Habitat et répartition
Son aire s'étend de manière dissoute du nord-ouest de Sumatra aux Philippines et les îles Samoa.

## Sous-espèces
D'après Alan P. Peterson, cette espèce comprend 51 sous-espèces.